# Banque tongienne de développement
La Banque tongienne de développement (Tonga Development Bank, TDB) est une institution de financement du développement qui promeut le progrès économique et social aux Tonga. Sa mission est de « promouvoir le progrès économique et social des Tonga en fournissant des services bancaires de développement responsables et de haute qualité ainsi que d'autres activités commerciales sélectionnées, tout en fonctionnant professionnellement comme une institution de financement du développement rentable et financièrement solide ».

## Produits et microcrédit
La Banque tongienne de développement fournit des prêts, de l'épargne, des transferts nationaux d'argent, des billets à ordre et des conseils aux entreprises. La TDB est également le plus ancien fournisseur de microcrédits aux Tonga. Ses deux principales cibles sont les emprunteurs défavorisés et la diversification des produits pour les emprunteurs des secteurs productifs : agriculture, industrie et commerce, pêche et groupes de développement des femmes.
La banque offre des possibilités de microcrédits afin de faire progresser les principaux secteurs économiques du pays, en particulier l'agriculture et l'artisanat à petite échelle, tout spécialement en impliquant les regroupements de femmes et ceux de jeunes. Ce produit est proposé avec l'objectif de promouvoir les initiatives de constitution de petites entreprises et l'économie dans les villages. Il cible en particulier les personnes qui ont des compétences, mais qui ont peu ou pas de possibilité de garantie pour obtenir un prêt.
Une partie importante des activités de la banque est financée par le biais de fonds de développement octroyés par les pays développés,.

## Histoire
La TDB est créée le 1er septembre 1977 par le gouvernement tongien par la loi "Tonga Development Bank Act 1977". Elle est constituée sous le régime de la société à responsabilité limitée. Son premier bureau est ouvert dans le bâtiment du quartier de Fasi-moe-Afi de l'église wesleyenne libre des Tonga à Nukuʻalofa avec seulement onze employés. Elle est possédée à 90 % par le gouvernement des Tonga et à 10 % par la banque des Tonga. Celle-ci a cédé ses parts à l'État en 1998. La TDB est à nouveau enregistrée en tant que société à responsabilité limitée en 2001 selon le régime de la loi de 1995,